# Návštěvníci
Návštěvníci (Besökarna) är en tjeckoslovakisk TV-serie från 1983 i regi av Jindřich Polák med manus av Ota Hofman och Jindrich Polák. Den är en science fiction-historia som följer ett antal tidsresenärer som reser 500 år tillbaka i tiden från år 2484 för att utföra ett speciellt uppdrag. Den är en visades i Tjeckoslovakien 1983-1984 men kom också att sändas i flera andra europeiska länder. Den var samproducerad med de tyska TV-bolagen WDR och BR.

## Handling
Året är 2484 och på jorden råder fred. Alla nationer har upphört och jorden styrs av ett "världsråd" tillsammans med en dator, "Centralhjärnan". En komet hotar enligt datorn Jordens omloppsbana. Lösningen kan finnas i det förflutna och en tidsresegrupp kallad Expedition Adam 84 bildas. De reser tillbaka till 1984 för att leta upp en framtida Nobelpristagare men stöter på svårigheter och märkligheter i det förflutna.

## Rollista
- Josef Bláha – Jan Richard
- Josef Dvořák – Emil Karas
- Dagmar Patrasová – Emilia Fernandez
- Jiří Datel Novotný – Dr. Jaques Michell
- Dagmar Veškrnová (sedermera Havlová) – Alice Bernauová
- Eugen Jegorov – Karel Bernau
- Vlastimil Brodský – Alois Drahoslav Drchlík
- Klára Pollertová – Ali Labusová
- Jiří Císler – Milos, hotelldirektör
- Jitka Molavcová – Heli
- Jiří Kodet – Eda Nehasil
- Bořivoj Navrátil – ordförande
- Jaroslav Mares – pubgästen
- Vladimír Menšík – Vyskočil, polis
- Jan Hartl – Petr Malát, reporter
- Otakar Brousek – ordförande i världssäkerhetsrådet
- Otto Šimánek – skoldirektören
- Jiří Lábus – polis
- Vladimír Brabec – berättaren